# Agustí Serra i Soler
Agustí Serra i Soler (Sa Pobla, 16 de novembre de 1930 - Sóller 7 de gener de 2025) és un escriptor mallorquí.
Començà la seva tasca en la vida sent un capellà, ordenant-se prevere l'any 1956. D'ençà i fins a 1978 fou el sacerdot de diferents parròquies de l'illa de Mallorca. Abandonà el sacerdoci i un cop secularitzat fundà i dirigí diverses revistes. Aviat començaria a escriure llibres i a col·laborar amb premsa local.
Ha col·laborat amb les revistes "El Mirall" i "Sóller". Així mateix ha col·laborat amb Estudis Baleàrics.
Durant un any fou regidor a Fornalutx (1991-1992). És aficionat a la pesca, està casat i és pare de dos fills.
Mori a Sóller el 7 de gener del 2025 i esta enterrat al cementeri municipal de Fornalutx

## Obres
- "Via Crucis polític dels poblers"
- "Les set paraules en boca de l'home d'avui".